# Jamesbrittenia merxmuelleri
Jamesbrittenia merxmuelleri är en flenörtsväxtart som först beskrevs av Helmut Roessler, och fick sitt nu gällande namn av O.M. Hilliard. Jamesbrittenia merxmuelleri ingår i släktet Jamesbrittenia och familjen flenörtsväxter. Inga underarter finns listade i Catalogue of Life.